# Acritochaete volkensii
Acritochaete volkensii är en gräsart som beskrevs av Pilg.. Acritochaete volkensii ingår i släktet Acritochaete och familjen gräs. Inga underarter finns listade i Catalogue of Life.